# Bahrain International 2022
Die Bahrain International 2022 im Badminton fanden vom 22. bis zum 27. November 2022 in Manama statt.

## Die Sieger und Platzierten
| Disziplin    | Gold                                | Silber                                      | Bronze                                      |
| ------------ | ----------------------------------- | ------------------------------------------- | ------------------------------------------- |
| Herreneinzel | Kai Schäfer                         | Kalle Koljonen                              | Ade Resky Dwicahyo                          |
| Herreneinzel | Kai Schäfer                         | Kalle Koljonen                              | Aryamann Tandon                             |
| Dameneinzel  | Wang Yu-si                          | Ester Nurumi Tri Wardoyo                    | Sung Shuo-yun                               |
| Dameneinzel  | Wang Yu-si                          | Ester Nurumi Tri Wardoyo                    | Thet Htar Thuzar                            |
| Herrendoppel | Tanadon Punpanich Wachirawit Sothon | Pharanyu Kaosamaang Worrapol Thongsa-Nga    | Muhammad Rayhan Nur Fadillah Rahmat Hidayat |
| Herrendoppel | Tanadon Punpanich Wachirawit Sothon | Pharanyu Kaosamaang Worrapol Thongsa-Nga    | Raymond Indra Daniel Edgar Marvino          |
| Damendoppel  | Liang Ting-yu Wu Ti-jung            | Hsieh Pei-shan Tseng Yu-chi                 | Hsu Yin-hui Sung Yi-hsuan                   |
| Damendoppel  | Liang Ting-yu Wu Ti-jung            | Hsieh Pei-shan Tseng Yu-chi                 | Anisanaya Kamila Az Zahra Ditya Ramadhani   |
| Mixed        | Gregory Mairs Jenny Moore           | Ruttanapak Oupthong Jhenicha Sudjaipraparat | Huang Jui-hsuan Huang Yu-hsun               |
| Mixed        | Gregory Mairs Jenny Moore           | Ruttanapak Oupthong Jhenicha Sudjaipraparat | B. Sumeeth Reddy Maneesha Kukkapalli        |